# Mạnh Hoành Vĩ
Mạnh Hoành Vĩ (giản thể: 孟宏伟; phồn thể: 孟宏偉; bính âm: Mèng Hóngweǐ; sinh tháng 11 năm 1953) là chính khách và sĩ quan cảnh sát nước Cộng hòa Nhân dân Trung Hoa, cấp bậc sĩ quan Phó Tổng Cảnh giám. Ông là Chủ tịch Tổ chức Cảnh sát Hình sự Quốc tế (Interpol) và Thứ trưởng Bộ Công an Trung Quốc đến ngày 7 tháng 10 năm 2018. Ông từng giữ chức vụ Phó Cục trưởng Cục Hải dương Nhà nước và Cục trưởng Cục Cảnh sát biển Trung Quốc.
Tháng 10 năm 2018, báo chí Pháp dẫn nguồn tin cảnh sát nói rằng, vợ của Mạnh Hoành Vĩ, hiện sống ở Lyon, nơi đặt trụ sở Interpol đã báo cáo về trường hợp mất tích của chồng từ cuối tháng 9 năm 2018, khi Mạnh Hoành Vĩ có chuyến về thăm quê nhà Trung Quốc. Giới chức Pháp đã mở một cuộc điều tra liên quan đến vụ việc Mạnh Hoành Vĩ mất tích tại Trung Quốc.
Trong một thông báo ngắn ngay trước nửa đêm 7 tháng 10 năm 2018, Ủy ban Giám sát Quốc gia Trung Quốc cho biết Mạnh Hoành Vĩ đang bị điều tra vì tình nghi vi phạm luật nhà nước. Interpol cũng thông báo đã nhận được thư từ chức của Mạnh Hoành Vĩ với hiệu lực ngay lập tức, và ông được thay thế bằng phó chủ tịch Kim Jong-yang từ Hàn Quốc.

## Tiểu sử

### Thân thế và giáo dục
Mạnh Hoành Vĩ là người Hán sinh tháng 11 năm 1953 tại Cáp Nhĩ Tân, tỉnh Hắc Long Giang.
Ông tốt nghiệp chuyên ngành pháp luật khoa pháp luật tại Đại học Bắc Kinh và có học vị cử nhân luật học. Ông cũng tốt nghiệp chuyên ngành kỹ thuật quản lý tại Đại học Công nghiệp Trung Nam và có học vị thạc sĩ kỹ thuật.

### Sự nghiệp
Tháng 12 năm 1972, Mạnh Hoành Vĩ tham gia công tác. Tháng 6 năm 1975, ông gia nhập Đảng Cộng sản Trung Quốc. Ông từng đảm nhiệm chức vụ Trợ lý Bộ trưởng Bộ Công an, Cục trưởng Cục Quản lý Giao thông, Bộ Công an.
Tháng 4 năm 2004, Mạnh Hoành Vĩ được bổ nhiệm làm Ủy viên Đảng ủy Bộ Công an Trung Quốc, Thứ trưởng Bộ Công an. Tháng 8 năm 2004, ông kiêm nhiệm chức vụ Cục trưởng Cục Trung tâm Quốc gia Trung Quốc thuộc Tổ chức Cảnh sát Hình sự Quốc tế (Interpol).
Tháng 3 năm 2013, Trung Quốc cải tổ chính phủ, Cục Hải dương Nhà nước Trung Quốc sẽ thực hiện nhiệm vụ thực thi pháp luật biển dưới sự chỉ đạo của một cơ quan mới có tên "Cục Cảnh sát biển Trung Quốc (MPB)", Mạnh Hoành Vĩ được bổ nhiệm làm Phó Cục trưởng Cục Hải dương Nhà nước kiêm Cục trưởng Cục Cảnh sát biển (MPB). Ông đồng thời kiêm nhiệm chức vụ Ủy viên Đảng ủy Bộ Công an, Thứ trưởng Bộ Công an, Cục trưởng Cục Trung tâm Quốc gia Trung Quốc thuộc Tổ chức Cảnh sát Hình sự Quốc tế (Interpol)
Ngày 10 tháng 11 năm 2016, Mạnh Hoành Vĩ được bầu làm Chủ tịch Tổ chức Cảnh sát Hình sự Quốc tế (Interpol), thay thế người tiền nhiệm là Mireille Ballestrazzi - người Pháp. Mạnh Hoành Vĩ trở thành người Trung Quốc đầu tiên giữ chức vụ này với nhiệm kỳ bốn năm.
Ngày 8 tháng 12 năm 2017, Quốc vụ viện Trung Quốc miễn nhiệm chức vụ Phó Cục trưởng Cục Hải dương Nhà nước và Cục trưởng Cục Cảnh sát biển đối với Mạnh Hoành Vĩ.
Tháng 1 năm 2018, ông được bầu làm Ủy viên Ủy ban Toàn quốc Hội nghị Hiệp thương Chính trị Nhân dân Trung Quốc khóa XIII nhiệm kỳ 2018-2023.
Theo BBC Tiếng Trung, trang web của Bộ Công an Trung Quốc tháng 4 năm 2018 xóa tên Mạnh Hoành Vĩ khỏi danh sách cán bộ Đảng ủy Bộ Công an (tức chức vụ Ủy viên Đảng ủy Bộ Công an) nhưng ông vẫn có tên cho đến ngày 5 tháng 10 năm 2018 với tư cách là Thứ trưởng Bộ Công an Trung Quốc.

## Mất tích sau khi từ Pháp trở về Trung Quốc và thông cáo bị điều tra
Tối ngày 4 tháng 10 năm 2018, vợ của Mạnh Hoành Vĩ đang sống ở Pháp - nơi Interpol đặt trụ sở, đã thông báo về sự mất tích của chồng sau nhiều ngày mất liên lạc với ông kể từ khi ông trở về Trung Quốc. Vợ của Mạnh Hoành Vĩ còn cho biết thêm rằng bà vẫn liên lạc với ông 10 ngày trước và gần đây thì nhận được những đe dọa từ mạng xã hội và điện thoại.
Ngày 5 tháng 10 năm 2018, Tổ chức Cảnh sát hình sự quốc tế (Interpol) cho biết cơ quan này đã nắm được thông tin về việc Mạnh Hoành Vĩ "nghi bị mất tích" tại Trung Quốc. Giới chức châu Âu đã xác nhận Mạnh Hoàng Vĩ rời Pháp vào ngày 29 tháng 9 năm 2018. Tờ Bưu điện Hoa Nam Buổi sáng trích dẫn nguồn tin cho biết, người đứng đầu Interpol đang bị Chính phủ Trung Quốc điều tra, đồng thời tiết lộ ông đã bị bắt đi ngay sau khi máy bay chở ông hạ cánh xuống Bắc Kinh.
Nửa đêm ngày 7 tháng 10 năm 2018, Ủy ban Giám sát Quốc gia Trung Quốc ra một thông báo ngắn gọn với nội dung xác nhận Mạnh Hoành Vĩ bị điều tra vì hành vi "vi phạm pháp luật nhà nước". Vài giờ sau, Interpol thông báo đã nhận được đơn từ chức Chủ tịch của Mạnh Hoành Vĩ, quyết định này có hiệu lực ngay lập tức. Trong thông cáo đăng trên trang chủ ngày 8 tháng 10 năm 2018, Bộ Công an Trung Quốc xác nhận, ông đang bị giam giữ để điều tra vì hành vi "nhận hối lộ và tình nghi phạm pháp" và khẳng định hành vi của Mạnh Hoành Vĩ "gây tổn hại nghiêm trọng" cho đảng và ngành công an.
Ngày 26 tháng 10 năm 2018, ông bị khai trừ khỏi Ủy ban Toàn quốc Hội nghị Hiệp thương Chính trị Nhân dân Trung Quốc (CPPCC - Chính hiệp) - cơ quan cố vấn chính trị cấp cao của Trung Quốc.